# Ubisoft Leamington
 (octobre 2019).
Si vous disposez d'ouvrages ou d'articles de référence ou si vous connaissez des sites web de qualité traitant du thème abordé ici, merci de compléter l'article en donnant les références utiles à sa vérifiabilité et en les liant à la section « Notes et références ».
Ubisoft Leamington (anciennement FreeStyleGames Ltd) est une société britannique de développement de jeux vidéo basée à Royal Leamington Spa, Warwickshire. La compagnie est fondée par d'anciens employés de Codemasters et de Rare dans le courant de l'année 2002 et se spécialise dans les jeux de rythme.

## Historique
Après des coopérations sur du contenu téléchargeable pour la série Guitar Hero, le 12 septembre 2008, le studio FreeStyleGames est racheté par Activision. En janvier 2017, c'est cette fois Ubisoft qui s'empare du studio, et le renomme Ubisoft Leamington.

## Jeux développés

### En tant qu'indépendant
| Année                        | Titre | Plate-forme   |
| ---------------------------- | ----- | ------------- |
| B-Boy                        | 2006  | PlayStation 2 |
| Buzz! Junior: Robo Jam       | 2007  | PlayStation 2 |
| Buzz! Junior: Monster Rumble | 2007  | PlayStation 2 |

### En tant que filiale d'Activision
| Année                | Titre | Plate(s)-forme(s)                                       |
| -------------------- | ----- | ------------------------------------------------------- |
| DJ Hero              | 2009  | PlayStation 2, PlayStation 3, Xbox 360, Wii             |
| DJ Hero 2            | 2010  | PlayStation 3, Xbox 360, Wii                            |
| Sing Party           | 2012  | Wii U                                                   |
| Call of Duty: Online | 2015  | Windows                                                 |
| Guitar Hero Live     | 2015  | PlayStation 3, PlayStation 4, Xbox 360, Xbox One, Wii U |